# Carpella sublineata
Carpella sublineata är en fjärilsart som beskrevs av Paul Dognin 1902. Carpella sublineata ingår i släktet Carpella och familjen mätare. Inga underarter finns listade i Catalogue of Life.